# Emails I Can't Send
Emails I Can't Send —en español: «Emails Que No Puedo Enviar»— es el quinto álbum de estudio de la cantante y compositora estadounidense Sabrina Carpenter. Él Liberado el 15 de julio de 2022 por Island Records. Es el primer álbum de estudio de Carpenter con la discográfica. El álbum dio lugar a seis sencillos: «Skinny Dipping», «Fast Times», «Vicious», «Because I Liked a Boy», «Nonsense» y «Feather». Carpenter se embarcó en la gira Emails I Can't Send Tour en septiembre de 2022, en apoyo del álbum. El álbum ocupó el puesto 44 en la lista de Rolling Stone de los mejores álbumes de 2022.

## Antecedentes y lanzamiento
| «Gran parte vino del lado humorístico de las cosas. Lo leía y pensaba: 'Dios mío, qué horror, ¿cómo he podido decir eso? Luego se convertía en canción. En la mayoría de las canciones me decía: 'Dios mío, es terrible, no puedo decir eso', y luego lo decía, pero durante tres minutos».——Carpenter durante una entrevista con Teen Vogue, sobre los correos electrónicos que se escribió a sí misma. |

En junio de 2019, mientras promocionaba su cuarto álbum de estudio Singular: Act II, la revista Marie Claire informó de que Carpenter había comenzado a trabajar en un quinto álbum de estudio. En 2020, lanzó «Honeymoon Fades» y canciones destinadas a apoyar su carrera como actriz, como «Let Me Move You» para Work It y la banda sonora de Clouds. En enero de 2021, Carpenter fichó por Island Records, tras cuatro álbumes con Hollywood Records y lanzó «Skin». El tema debutó en el número 48 del Billboard Hot 100, convirtiéndose en su primera entrada en la lista.
Carpenter informó a Teen Vogue en septiembre de 2021 que muchas de las canciones del álbum fueron escritas a partir de correos electrónicos que se escribió a sí misma, como la canción que compartió el 7 de agosto con la descripción «intro», más tarde revelada como la canción que da título al álbum. También reveló que terminó la grabación del álbum en Nueva York con Julia Michaels, JP Saxe, John Ryan y Leroy Clampitt, después de mudarse a Manhattan's Financial District, en junio de 2021. Carpenter confirmó en The Tonight Show Starring Jimmy Fallon que el álbum saldría en algún momento de 2022 y que el título estaba oculto en trabajos publicados el año anterior. La pista del nombre del álbum estaba en el video musical de «Skinny Dipping», en una toma donde el nombre aparece en un juego de Scrabble.

## Composición

### Géneros y temas
Emails I Can't Send es principalmente un álbum pop con elementos de folk-pop, dance-pop, y de narración de historias. El álbum también utiliza baladas de piano e guitarra ligera para mostrar un sonido en el que Carpenter se aprovecha de la menor instrumentación.Algunos críticos encontraron que el álbum recordaba a los álbumes anteriores de Carpenter pero "con sentimientos más frescos y una cercanía a la audiencia que no se sentía tan etérea como antes". El escritor de la revista Strand, Siraaj Khan, estuvo de acuerdo en que el álbum se diferenciaba del trabajo anterior de Carpenter, que se adentraba más en el género R&B contemporáneo. La escritora de variedades Julia MacCary también describió que el álbum marcó una desviación de los "cuatro álbumes anteriores de Carpenter, llenos de pop, experimentando con nuevos géneros, con canciones más lentas y usando correos electrónicos personales para las letras". En el álbum, Carpenter señaló:
Para mí fue realmente una cápsula del tiempo de un momento especial de mi vida en el que me enfrenté a muchas cosas por primera vez. Siento que salí de eso con una perspectiva mucho mejor, y todas estas canciones se basan en noches o experiencias reales y reflejan y presagian.
El álbum fue descrito como un "álbum de ruptura" y una "colección sin remordimientos de sus pensamientos internos, con una sensación de dolor por el amor no correspondido presente en todas partes". Julianna Rezza de The Mud Mag calificó el álbum como una "compilación de historias contadas con delicadeza y nuevos sonidos".

### Música y letras
El álbum comienza con la introducción de la canción principal que se inspiró en una relación familiar tensa. [18] La canción trata sobre "la confianza, la decepción y la infidelidad". El final de la introducción hace referencia al musical Chicago de 1975 y pasa suavemente a «Vicious», que tiene un ritmo de guitarra y termina en un "ambiente rockero". «Read Your Mind» fue descrita como una canción dance-pop para "saltar hacia arriba y hacia abajo y bailar por toda la casa" en la que Carpenter canta sobre la falta de comunicación entre ella y su pareja. A esto le sigue «Tornado Warnings», que se describió como un poema en el que Carpenter elige ignorar las señales de alerta de su pareja. La escritora Skylar Zachian de Young Hollywood señaló que "la letra revela un equilibrio perfecto entre la narración literal y metafórica para hacernos pensar realmente en las complejidades de las relaciones y la toma de decisiones".
«Because I Liked a Boy» trata sobre los esfuerzos de Carpenter por sortear el escrutinio público. A lo largo de la canción se utilizan "letras introspectivas, irónicas e ingeniosas". Carpenter llamó a la canción "terapéutica" y señaló que "la canción vino de un lugar realmente real en [su] vida". A esto le siguen «Already Over» y «How Many Things», que marcaron el final de la primera mitad del disco. El primero fue comparado con el trabajo de Dolly Parton y Kacey Musgraves, con Carpenter cantando sobre "la fragilidad de una relación que debería haber terminado hace mucho tiempo". La primera línea de «How Many Things»: "You used a fork once / It turns out forks are fucking everywhere" (Usaste un tenedor una vez / Resulta que los tenedores están por todas malditas partes) provocó un meme en Twitter entre los fanáticos de Carpenter.
«Bet U Wanna» tiene un "arreglo tenue pero tenso que complementa su voz silenciosa" y recibió comparaciones con la era Singular de Carpenter. Con "instrumentales de ensueño y voces sensuales", la canción fue nombrada una de las más destacadas del álbum. A esto le sigue «Nonsense», que algunos sintieron que estaba inspirado en Ariana Grande y "captura la sensación de que te gusta tanto alguien que pierdes completamente la calma". La canción utiliza "insinuaciones sexuales, paisajes sonoros pegadizos y voces suaves entre roncas y sedosas que dan fe de la extrema versatilidad [de Carpenter]". «Fast Times» es una "pista furtiva de bossa nova" sobre ser "impulsivo y abrazar los 'tiempos y las noches rápidas' de la juventud". «Skinny Dipping» toma un "desvío de la composición de canciones amigables con la radio" y utiliza palabras habladas en sus versos, que "se asemeja a un encuentro incómodo con una expareja, lo que se suma aún más al trasfondo conceptual del proyecto". La voz de Carpenter fue descrita como "etérea" y utilizó "instrumentales de jazz para aumentar la sensación inocente y despreocupada de la canción".
«Bad for Business» fue descrita como "feliz, romántica y melancólica" y encarna uno de los aspectos más peligrosos del amor: la fijación. El álbum termina con «Decode», que fue descrito como una "conclusión sombría pero esperanzadora" del álbum donde "Carpenter brilla como compositora". El ambiente conmovedor de la canción es "producido por instrumentos de cuerda" y trata de "analizar demasiado una relación hasta el punto en que es más perjudicial que útil".
La versión de deluxe del álbum comienza con «Opposite», en la que Carpenter recuerda una relación y "se pregunta si, en primer lugar, nunca fue el tipo ideal de su ex". A esto le sigue el alegre «Feather», que fue descrito como un himno de las rupturas. «Lonesome» es una canción con vibraciones occidentales y fue llamada "sombría" y tenía "una especie de melodía cruda y desnuda". La deluxe termina con «Things I Wish You Said»", que termina con una "nota reflexiva y nostálgica".

## Sencillos
«Skinny Dipping» fue lanzado como sencillo principal del álbum el 9 de septiembre de 2021.Se lanzó un video musical tras el lanzamiento de la canción y mostraba a Carpenter escribiéndose cartas a sí misma, poniéndolas en una caja con la etiqueta "this too shall pass" (esto también pasará) y después de bailar descalza con un vestido verde en las calles de Nueva York, arroja las cartas al aire. 
«Fast Times» fue lanzado como segundo sencillo del álbum el 18 de febrero de 2022,junto con el video musical como una secuela del video de «Skinny Dipping». El vídeo se inspiró en Los ángeles de Charlie.
«Vicious» fue lanzado como tercer sencillo el 1 de julio de 2022, junto con la venta anticipada del álbum. La canción alcanzó el puesto 26 en Nueva Zelanda.
«Because I Liked a Boy» se lanzó como cuarto sencillo el 15 de julio de 2022, junto con el álbum y su vídeo musical.El video mostraba a Carpenter canalizando la "estética del viejo glamour de Hollywood" y generó comparaciones con el video musical «Hurt» de Christina Aguilera.
El 10 de noviembre de 2022 se estrenó un vídeo musical para «Nonsense», que más tarde Carpenter confirmó que sería el quinto sencillo del álbum. Antes de su lanzamiento, Carpenter interpretó la canción en su gira Emails I Can't Send Tour con un nuevo final alternativo de la canción cada noche que se volvió viral en TikTok. La canción recibió elogios de la crítica, alcanzando el puesto 56 en el Billboard Hot 100 y el 32 en la lista de singles del Reino Unido. Se lanzó un remix con Coi Leray junto con una versión acelerada y un remix navideño.

## Promoción
Carpenter interpretó «Skinny Dipping» en The Tonight Show protagonizada por Jimmy Fallon. Tras el lanzamiento del álbum, Carpenter interpretó la canción «Vicious» junto con otras canciones del álbum en el evento anual Summer of Galaxy de Samsung y Billboard. El 30 de agosto de 2022, Carpenter interpretó el cuarto sencillo del álbum «Because I Liked a Boy» en The Late Late Show with James Corden.Carpenter interpretó «Nonsense» en Jimmy Kimmel Live!.

### Gira
El 15 de agosto de 2022, Carpenter anunció que se embarcaría en su cuarta gira de conciertos en apoyo de Email's I Can't Send. La primera parte de la gira comenzó el 29 de septiembre de 2022 en Atlanta, Georgia y concluyó el 20 de octubre de 2022 en Orlando, Florida. El 12 de diciembre de 2022 Carpenter anunció una segunda etapa en Norteamérica para la primavera de 2023.Siguieron fechas en Europa y Asia.Carpenter también sirvió como telonea de Taylor Swift en The Eras Tour, donde interpretó varias canciones del álbum.

## Recepción crítica
Tras su lanzamiento, el álbum recibió críticas positivas. La escritora de Captial Savannah Roberts señaló que la "cantante mostró su impresionante variedad en el disco, incluyendo desde baladas hasta himnos de empoderamiento increíblemente pegadizos" y lo calificó como su álbum más personal, añadiendo que "ofrecía a los fans una mirada íntima a la vida de Sabrina". Liam Hess de Vogue declaró que el álbum es "la visión más completa de Carpenter como músico -y el retrato más completo de Carpenter como ser humano- hasta la fecha. ". Escribiendo para The Edge la escritora Rhianna Saglani elogió la colaboración de JP Saxe y Carpenter y calificó el álbum como "una obra de arte en sí mismo". La escritora de The Central Trend, Ella Peirce, calificó el álbum de notable y señaló que "cada canción es única y al mismo tiempo permite que el disco fluya maravillosamente como un todo".
Agnius Kazlauskas, de The Indiependent, elogió el álbum calificándolo de "historia de la perseverancia de Carpenter y un paso muy necesario hacia la reivindicación de su narrativa". Añadió que el álbum "asume el papel de reintroducir a la cantante al mundo" y lo calificó de "montaña rusa emocional" que explora los rincones interiores de la mente de Carpenter". La escritora de Village Pipol Indi Jimenez elogió el álbum calificándolo de "nueva perspectiva sobre la vieja cuestión de cómo y por qué la forma en que amamos afecta a nuestras relaciones con los demás". Señaló que aunque el "álbum en sí no se desvía de la fórmula habitual de la canción pop", cada canción "es un giro refrescante e introduce un nuevo ambiente que es distinto y reconocible de otras pistas". Elogió la composición de Carpenter señalando que "la diferencia de otros artistas en un estilo distinto que sólo se puede identificar como Sabrina Carpenter".
En una crítica mixta, la escritora de In Review Online Kayla Beardslee calificó el álbum como "una de las mejores sorpresas pop del año", pero criticó sus elecciones de producción. El escritor de The Strand Magazine Siraaj Khan elogió la nueva dirección de Carpenter para el álbum, pero consideró que algunas de las canciones no eran exclusivas de Carpenter, señalando que "hay un gran mercado para las canciones sobre el desamor adolescente con la multitud de chicas adolescentes", calificándolo de demasiado "comercial". Concluyó diciendo que "una vez que miras más allá de las brillantes partes artificiales del álbum, encuentras a la auténtica Sabrina Carpenter, que es mucho más atractiva que cualquier cosa que los singles principales esperen conseguir".

### Listas de fin de Año
| Publicación   | Lista                                  | Ranking | Ref.   |
| ------------- | -------------------------------------- | ------- | ------ |
| Billboard     | The 50 Best Albums of 2022: Staff List | 19      | [ 48 ] |
| Rolling Stone | The 100 Best Albums of 2022            | 44      | [ 49 ] |

## Recepción comercial
Emails I Can't Send debutó en el número 23 de la lista estadounidense Billboard 200, con 18.000 unidades equivalentes de álbum, 7.000 de las cuales eran copias puras del álbum, convirtiéndolo en la entrada más alta de Carpenter en la lista, así como el número 55 en la Canadian Albums Chart, su segunda y más alta entrada en esa lista. El álbum debutó en el número 76 de la UK Albums Chart, convirtiéndose en la primera entrada de Carpenter en la lista.
En Australia, el álbum debutó en el número 44 de la ARIA Albums Chart. Empató con Evolution como el álbum de Carpenter con más ventas en el país. En Nueva Zelanda, Emails I Can't Send debutó en el número 27 de la lista, la primera entrada de Carpenter en la lista.

## Lista de canciones
| Emails I Can't Send track listing |                         |             |          |  |
| N.º                               | Título                  | Producer(s) | Duración |  |
| 1.                                | «Emails I Can't Send»   | Clampitt    | 1:44     |  |
| 2.                                | «Vicious»               | Evigan      | 2:30     |  |
| 3.                                | «Read Your Mind»        | Clampitt    | 3:28     |  |
| 4.                                | «Tornado Warnings»      | Odegard     | 3:24     |  |
| 5.                                | «Because I Liked a Boy» | Ryan        | 3:16     |  |
| 6.                                | «Already Over»          | Ryan        | 2:51     |  |
| 7.                                | «How Many Things»       | Marrone     | 4:04     |  |
| 8.                                | «Bet U Wanna»           | Bunetta     | 3:11     |  |
| 9.                                | «Nonsense»              | Bunetta     | 2:44     |  |
| 10.                               | «Fast Times»            | Ryan        | 2:55     |  |
| 11.                               | «Skinny Dipping»        | Clampitt    | 2:58     |  |
| 12.                               | «Bad for Business»      | Clampitt    | 3:08     |  |
| 13.                               | «Decode»                | Ryan        | 3:08     |  |
| 39:22                             |                         |             |          |  |

| Deluxe edition bonus tracks |                          |             |          |  |
| N.º                         | Título                   | Producer(s) | Duración |  |
| 14.                         | «Opposite»               | LOSTBOY     | 2:48     |  |
| 15.                         | «Feather»                | Ryan        | 3:05     |  |
| 16.                         | «Lonesome»               | Clampitt    | 3:07     |  |
| 17.                         | «Things I Wish You Said» | Clampitt    | 2:42     |  |
| 50:56                       |                          |             |          |  |

## Personal
Créditos adaptados de las liner notes de Emails I Can't Send.
Grabado, mezclado y masterizado
- Edgewater, Nueva Jersey (Sterling Sound)
- Tarzana, California (Chumba Meadows)
- Los Ángeles, California (Henson Recording Studios, Legacy Towers, CMD studios)
- Nueva York (Jungle City Studios)
- Virginia Beach, Virginia (MixStar Studios)
- Malibú, California (Woodshed Studios)
- Rhinebeck, Nueva York (The Clubhouse)

Vocales
- Sabrina Carpenter - voz (todos los temas), coros (6, 10)
- Julia Michaels - coros (6)
- Steph Jones - coros (8-9)
- Alida Garpestad Peck - coros (11)
- John Ryan - coros (6, 10)
- JP Saxe - coros (6)

Instrumentación
- Crystal Alforque - violín (3)
- Julian Bunetta - bajo, batería, teclados, percusión (8)
- Leroy Clampitt - bajo, guitarra, batería (3, 11-12), percusión (3, 8, 11-12), teclados (3, 8, 11), mellotron, sintetizadores (3), lap steel (12)
- Noah Conrad - trompeta (11)
- Jason Evigan - guitarra, bajo, sintetizador (2)
- Peter Lee Johnson - cuerdas (10)
- Forest Miller - cuerdas (8)
- Jorgen Odegard - bajo, batería, teclados, percusión (4)
- John Ryan - bajo, guitarra, batería, percusión, teclados (10)
- JP Saxe - teclados (1), guitarra (4, 7, 11), bajo (4)
- Alex Sutton - guitarra (4)
- Yi-Mei Templeman - violonchelo (11)

Producción
- Julian Bunetta - producción (8-9)
- Leroy Clampitt - producción (1, 3, 8, 11-12)
- Jason Evigan - producción, producción vocal (2)
- Ryan Marrone - producción (7)
- Jorgen Odegard - producción (4)
- John Ryan - producción (5-6, 10, 13)

Técnico
- Bryce Bordone - ingeniero de mezclas (5, 10)
- Julian Bunetta - grabación, programación (8-9)
- Leroy Clampitt - grabación (1, 3, 8, 11-12), mezcla (1), programación (3, 8, 11-12), arreglar cuerdas (3)
- Jason Evigan - grabación, programación (2)
- Chris Gehringer - masterización (1, 3-4, 6-7, 9-13)
- Serban Ghenea - mezcla (5, 10)
- Josh Gudwin - mezcla (2-4, 6-9, 11-13)
- Ryan Marrone - grabación (7)
- Jorgen Odegard - grabación (4)
- Will Quinnell - masterización (2, 5, 8)
- Jackson Rau - grabación (2)
- John Ryan - grabación (5-6, 10, 13), programación (5-6, 13)
- Heidi Wang - ingeniero de mezclas (2-4, 6-9, 12-13)

## Posicionamiento en listas
| Lista (2022)                       | Posición |
| ---------------------------------- | -------- |
| Australia (ARIA)                   | 44       |
| Bélgica (Ultratop Flandes)         | 136      |
| Canadá (Billboard Canadian Albums) | 55       |
| Irlanda (IRMA)                     | 57       |
| Nueva Zelanda (RMNZ)               | 27       |
| España (Promusicae)                | 83       |
| Reino Unido (UK Albums Chart)      | 76       |
| Estados Unidos (Billboard 200)     | 23       |

## Historial de lanzamiento
| Región | Fecha               | Formatos                             | Discográfica   | Ref.   |
| ------ | ------------------- | ------------------------------------ | -------------- | ------ |
| Varios | 15 de julio de 2022 | Descarga digital streaming CD vinilo | Island Records | [ 60 ] |